# Johan Adam Horneyer
Johan Adam Horneyer, alltenativt Hornejer, död 16 augusti 1711 i Linköpings domkyrkoförsamling, Linköping, Östergötlands län, var en svensk domkyrkoorganist och subkantor. 

## Biografi
Var från Sachsen och kom till Linköping år 1705. Avled 16 augusti 1711 i Linköping och begravdes den 17 augusti samma år.
I dödsnotisen nämns att han var: En behaglig och kvick man.